# 174 (số)
174 (một trăm bảy mươi bốn) là một số tự nhiên ngay sau 173 và ngay trước 175.